# Rauma (flod)
 For alternative betydninger, se Rauma. (Se også artikler, som begynder med Rauma)
Rauma er en flod der løber i Innlandet og Møre og Romsdal fylke i Norge. Floden er 68 km lang og løber fra Lesjaskogsvatnet til Åndalsnes. Tidligere var Rauma en god lakseelv, men den har de senere år været inficeret af lakseparasitten Gyrodactylus salaris.
Raumaflodsystemet blev fredet i Verneplan IV for vassdrag i 1992.
62°13′45″N 8°21′37″Ø / 62.2293°N 8.3602°Ø